# Mabi
Pour l’article homonyme, voir Mabea.
 (août 2015).
Les Mabi - ou Mabea - sont un peuple d’Afrique centrale que l’on retrouve au Cameroun dans la région du Sud, le département de l’Océan, ainsi que dans les villes de Kribi et Campo.
Les Mabi font partie du grand groupe Kwasio constitué des Mvumbo (Ngumba), des Bisio (Guinée équatoriale) et des Shiwa ou Makina (Gabon).

## Ethnonymie
Le nom « Mabi » vient du fait que pendant leurs pérégrinations au cours des siècles, un événement va marquer la vie de ce peuple. Les hommes et femmes valides pour se nourrir allaient dans des cours d’eau pour pratiquer la pêche à l’écope (lúa). À une personne âgée qui avait demandé pourquoi une telle précipitation, quelqu’un répondit : « ô wa yèyi Mabi Mabi » (ici, on attrape tous azimuts). Mabi qui signifie dans la langue d’antan « pêche miraculeuse » (Bi= arrêter, attraper, faire une prise). Le peuple tout entier accepta la proposition de s’appeler désormais « Mabi ».

## Histoire
Les Mabi (Mabéa) forment un groupe ethnique bantou que l’on retrouve aujourd’hui sur la côte camerounaise dans la zone qui va du fleuve Lokoundjé au nord, jusqu’au fleuve Ntem au sud. Ils sont comme la plupart des Bantous descendus du haut Nil, partis d’Égypte, à cause de la désertification, des guerres et du déclin de l’Égypte, ce qui leur permettra de faire de longues pérégrinations à travers la savane puis la forêt avant d’atteindre la côte de l’océan atlantique. Cet itinéraire migratoire qu’ils ont suivi a été accompagné de guerres, de combats et de razzias pour l’occupation de l’espace. Ce qui provoqua des déplacements massifs des populations à la recherche d’un espace vital et paisible, cela a conduit ce peuple vers l’océan atlantique. Les migrants ont continué leur route vers le sud, chassant des éléphants à travers la forêt, en espérant atteindre le « lieu où la terre s’achève », considéré comme mythique. Arrivés dans l’actuelle région d’Ebolowa et à la suite d'une divergence, ils se divisent en deux colonnes qui prennent deux directions différentes : l’une plein sud et l’autre vers le sud-ouest. Les Mabi sont une communauté de personnes que l'on retrouve dans le département de l’océan. Ils habitent pour les uns dans la forêt et pour d’autres en bordure de mer. Ils vivent de l’agriculture, la pêche, la chasse et du petit commerce. Ils cohabitent avec les Bagyiéli, les Batanga, les Iyassa, les Fangs ainsi qu’avec des peuples qui ont migré dans le centre-ville de Kribi.

## Langue
La langue Mabi (Mabéa) appartient au groupe des langues Bantou. Elle est parlée par environ 25 000 personnes que l’on retrouve dans les arrondissements de Kribi 1er, Kribi 2e, Lokoundje, Nyété et Campo.
Le Mabi est une langue à ton, qui s’est fortement modifié et enrichie au fil des siècles et des migrations au point qu’à nos jours, « le parler Mabi » est une sorte de syncrétisme linguistique, constitué d’un peu de toutes les langues bantoues voisines. Certains mots dérivent du Bulu comme Nkatefô (nlèpuô) qui signifie catéchiste ; mais aussi de l’Anglais avec le mot hammer(hama) signifiant marteau en français, et towel(tawul) qui équivaut à serviette ; du Batanga : Mfondo(mpondo)=chemise, fatili(pachili)=boutique… le vocabulaire maritime a donné naissance aux mots tels : mang=mer, nsah mang=côte.
Cette langue transmet les valeurs, les rites, les us, les coutumes, l’éducation et les pratiques sociales. Elle est porteuse de tout ce qui constitue la culture. La Langue Mabi permet aussi bien de rassembler le peuple que de le séparer, car ne pas pouvoir parler avec autrui est généralement une difficulté suffisante pour empêcher tout rapprochement. Les Mabi font partie de la grande famille linguistique Kwasio, composée des Ngoumba au Cameroun, Bisio en Guinée équatoriale et des shiwa au Gabon dont ils gardent la structure grammaticale et même quelques bases lexicales. Le Mabi est une langue à ton : le ton haut, le ton bas, le ton moyen. Exemple : kànda=aller, kánda=ceinture, kanda=récipient ; la tonologie peut être fonction de la consonance, exemple : mbvuôh=pluie et mbvuoh=toiture. La variance ou n’existe pas en Mabi, on utilise plutôt u, ou une double consonne, exemple : mua=enfant ou mwa=enfant.
Une fois arrivée dans la ville de Kribi et ses environs, certaines reformes linguistiques ont été initiées et cela est du à la présence des peuples Batanga et pygmées Bagyiéli. Nous remarquons que les Mabi se trouvant sur l’axe routier qui mène à Lolodorf ont gardé l’accent, l’intonation qu’ils ont ramenée de chez les Ngoumba. Pour préserver la langue Mabi aujourd’hui, il faut d’abord l’étudier de fond en comble, puis l’enseigner afin de pouvoir résister aux invasions linguistiques des peuples voisins ou venus d’ailleurs.

## Société et religion
Les Mabi ont cette double spécificité d’être à la fois peuple de l’eau et peuple de la forêt.

### Organisation familiale
L’organisation sociale des Mabi est, comme la plupart des bantous, basée sur le lignage, le clan et la famille, bien que composée de la famille nucléaire ou étendue. La descendance se conçoit par le système matrilinéaire ou patrilinéaire. Les caractéristiques de cette organisation sont : le clan, la famille, le système de parenté et le mariage.
L’étude de la parenté chez les Mabi vise essentiellement les phénomènes sociaux qui marquent les relations de consanguinité aussi bien que l’affinité. L’étude ethnographique montre que les Mabi descendent d’un ancêtre commun. Comme la plupart des sociétés camerounaises, on distingue trois types de parentés chez les Mabi : par consanguinité, par alliance et par adoption. La femme est responsable de l'éducation des enfants et la maîtresse de la maison. L'homme est le représentant de la famille. Les membres de la famille sont réunis autour du groupe patrilocal qui est Ndtoh Buri. La famille est à la fois l’unité structurelle, la plus petite et la plus large du clan.
La famille est la cellule la plus étroite du groupe qui est constituée par une résidence commune, une coopération économique et comprenant les adultes de deux sexes dont deux au moins entretiennent des relations matrimoniales, un ou plusieurs enfants, propres ou adoptés issus de ces adultes. Chez les Mabi, elle s’organise autour du père, la mère, les enfants, les oncles, les tantes et les grands-parents. La famille est généralement polygyne, les plus courantes étant celles qui sont monogamiques et, elle est considérée comme l’élément important de la socialisation. C’est à travers elle que l’enfant est imprégné du détail de sa culture, parce qu’elle moule sa personnalité de base. La famille joue un rôle important au sein du groupe, elle modélise les habitudes et les comportements du groupe. Elle fait partie des instances d’intégrations, c’est-à-dire de l’ensemble des lieux autour desquels se nouent les liens sociaux, elle transmet dès la naissance les normes et les valeurs. De plus elle est le lieu commun et, joue par conséquent un rôle fondamental dans l’intégration et la socialisation primaire de l’individu. La famille est aussi un réseau d’entraide et de solidarité entrainant la cohésion sociale. Il existe entre les membres un ensemble de droits et d’obligations réciproques.
La famille Mabi est constituée comme suit :
| Membre de la famille (Mabi) | Membre de la famille (français)                     |
| --------------------------- | --------------------------------------------------- |
| Mbpambo                     | Grands-parents                                      |
| Ndtah                       | Petit-fils                                          |
| Song                        | Père                                                |
| Njibung                     | Arrière-petit-fils                                  |
| Nyong                       | Mère                                                |
| Dualè Nkuong                | Arrière-arrière-petit-fils                          |
| Ntdumi/Miung                | Frère                                               |
| Ndtumi mah Nyong            | Oncle maternel (Frère germain de la mère ou cousin) |
| Kali                        | Sœur                                                |
| Kali mah Song               | Tante paternelle                                    |
| Kuerh                       | Oncle maternel (avec parenté à plaisanterie)        |
| Mbpambpambo                 | Aïeul /aïeule                                       |
| Mua                         | Enfant                                              |

Avec l’arrivée des colons, les Mabi qui étaient animistes sont devenus chrétiens appliquant ainsi le culte catholique ou protestant. C’est par l’arrêté du 8 août 1912 que le gouvernement allemand reconnut officiellement le culte catholique dans la ville de Kribi. La présence des premiers missionnaires protestants remonte en 1879, lorsque les premiers missionnaires américains avaient fondé le premier poste à Ikehike. Il existe plusieurs cultes religieux chez les Mabi. Le christianisme étant le plus ancien et le plus étendu. La religion se fonde sur une conception dualiste où le bien et le mal s’opposent et s’excluent mutuellement. Chez les Mabi, on retrouve les Églises anciennes (Catholique, Église Presbytérienne Camerounaise, Église Presbytérienne Africaine, Église Presbytérienne Orthodoxe, Église Adventiste du 7e jour, Église Baptiste Évangélique…) et les Églises pentecôtistes (Vraie Église de Dieu du Cameroun, Église Apostolique du Cameroun, Mission du Plein Évangélique du Cameroun, Église Évangélique du Cameroun…)

### Dot
Elle peut se voir comme un achat/vente, mais cette coutume n’a rien à voir sur le principe avec une transaction commerciale, elle est purement symbolique. Ce qui rend la dot importante chez les Mabi est le fait qu’elle soit basée sur un procédé qui unit deux familles, le respect mutuel et la dignité sont présents tout le long du procédé et l’amour entre l’homme et la femme est élargi. Cependant, la tradition évolue et le mariage est exposé aux abus et aux distorsions dans un monde dit globalisant. Chez les Mabi, les éléments suivants sont constitutifs de la dot : du riz, du poisson (morue salée séchée), du rhum, la machette, les cuvettes, cigarettes, tissus pagne (wax hollandais), lime, whisky, tabac, verre, dame-jeanne de vin rouge, sac d’oignons, huile, etc., et une modique somme d’argent que l’on remet au père de la mariée. Lorsque les parents de la fille qui doit se marier sont divorcés, les éléments constitutifs de la dot sont en double, c’est-à-dire que toute chose qui est donnée au parent paternel doit aussi être donnée au parent maternel de la fiancée. La quantité de biens versés est fonction des moyens financiers que possèdent les parents du marié.
Le divorce est une rupture légale d’une union. Les phénomènes de divorce sont très rares chez les Mabi, car le mariage réunit deux familles. La décision de mariage n’est pas prise au hasard. Aujourd’hui les raisons du divorce sont nombreuses : l’infidélité, la stérilité, l’alcoolisme, le conflit tribal, l’inceste, la pression extérieure, la sorcellerie et le décès d’un conjoint. Lorsqu’un couple divorce, si la dot n’est pas remboursée, les enfants issus du nouveau mariage de la femme appartiennent au précédent mari.

### Rites
Durant leurs pérégrinations, les Mabi ont développé des rites qui leur ont permis d’être liés à leur culture. Plusieurs sont encore célébrés, pendant que d’autres ont disparu du fait de la modernité et de la naissance des nouveaux mouvements religieux.

#### Rite funéraire
Il est constitué d’un ensemble d’activités qui ont lieu après le décès d’une personne. C’est le moment de séparation entre les vivants et les morts. Il débute par la neuvaine (révua) et se termine par les funérailles (massala ma kuli).

#### Rite de protection
Ce rite sert à se protéger contre les esprits maléfiques dans la famille, lors d’un déplacement, quand on doit se présenter ou prendre la parole devant des hommes dont on ne connait nullement les capacités de nuisance. Ce rite peut être interne au travers des scarifications (ma mpong) ou externe à l’aide des éléments tels que des bagues (londo), talisman (shiang), huile (mavurè), écorces (pàh), etc. Le rite de protection en langue Mabi est Bandè nyuli.

#### Rite de purification
Ce rite est pratiqué par des personnes qui croupissent sous le joug de la malédiction générationnelle à travers les accidents de voiture, le suicide, le meurtre, etc. Il permet aussi d’épurer le sang versé par un individu lors d’une interaction qui a conduit à un décès. Laver le corps (fia nyuli) est l’un de ces types de rites.

#### Rite de veuvage
Il consiste à préparer le veuf ou la veuve à une solitude pendant une longue durée tout en faisant son deuil. La veuve (pfussè mura) ou le veuf (pfussè munung) doit porter le deuil pendant une durée déterminée. Le non-respect du rite de veuvage (vula ma guio) entraine des sanctions pouvant conduire à la mort.

## La chefferie
L’organisation politique d’une structure vise à planifier de telle manière que, des individus qui y vivent le soient en toute harmonie les uns envers les autres, et les uns envers les institutions qu’ils ont eux-mêmes créées. La chefferie des Mabi représente à la fois l’autorité traditionnelle et sert d’auxiliaire aux autorités administratives. Elle repose sur les divisions claniques et le regroupement des individus ayant un ancêtre commun. Le pouvoir traditionnel est hiérarchisé comme suit: chefferie de groupement, chefferie du village, chefferie de quartier, notabilité supérieure, notabilité du village et les administrés. La société Mabi s’organise autour de deux chefferies de groupement qui sont : la chefferie Mabi Sud et la chefferie Mabi Pfieburi. Le chef après avoir été désigné par la famille est nommé par les autorités administratives.
Le chef veille à la fois au respect des institutions nationales, des traditions du village et à leur transmission. Dans le cadre du droit coutumier, il est le juge suprême. Les villages Bumè et Bikondo sont cohabités par les chefferies de deuxième degré et de troisième degré, cependant, la primordialité revient au chef supérieur. Les chefferies traditionnelles ont une mission importante pour assurer la cohésion sociale et l’intégration dans la communauté. En tant qu'auxiliaire de l’administration, l’autorité du chef vise notamment le règlement de divers litige (relationnel et foncier), la mobilisation des populations en faveur des actions du développement. Le chef du village ou Pfuma kwari en est le principal pionnier, il est généralement assisté par un conseil de notable, constitué des principaux chefs de famille.
La chefferie supérieure Mabi Sud est située dans le village Bumè, à 3 km du centre-ville, sur la route Kribi-Campo. Elle a une superficie de 342 km2 et, est située dans l’arrondissement de Kribi Ier. Elle est une dynastie depuis le XIXe siècle. Le chef de troisième degré saisit celui de second degré lorsqu’il devient incompétent pour la résolution d’un litige. Les problèmes les plus rencontrés sont ceux relatifs au litige foncier. Il doit sauvegarder les intérêts de la communauté et représente le peuple Mabi à tous les événements politiques, économiques et socioculturels. Il veille à l’équité sociale dans son groupement et, sensibilise la population à la vie en groupe. Cette chefferie est dirigée par sa majesté Thomas Mvoubia. Elle est constituée de onze villages repartis sur deux axes routiers :
- axe Kribi-Campo : les villages Bume, Mbeka’a, Bvumbele, Mabeinanga, Bvungie, Bvungagom, Ribvuni, Nlendé-Dibé ;
- axe Kribi-Ebolowa : les villages Mpoergu, Lendi, Pungu–Aviation.

La chefferie Mabi Pfieburi est localisée dans le village Bikondo, sur la route de Bipindi. Elle a une superficie estimée à 152 km2. Elle est située dans l’arrondissement de Kribi 2e. Elle existe depuis la période coloniale. Le chef était choisi après la mort du précédent. Il encourage, travaille avec les ancêtres pour prévenir les catastrophes, implore leur protection et, est au centre des sacrifices rituel. Le village peut être habité par un même groupe de parenté ou par des familles ou clans d’origines divers. Cette chefferie est constituée de douze villages repartis sur deux axes routiers. La chefferie de groupement Mabi Pfieburi est dirigée par sa majesté Adolphe Migwuli. Liste des villages de la chefferie :
- axe Kribi–Edéa : villages de Nzami, Nziou, Lawi, Buye, Mpulungu, Bibanbi, Longui, Bipaga, Bikui ;
- axe Kribi-Bipindi : villages de Dombè, Bilolo, Bikondo.

## Musique et danse

### Danse
La danse est un langage gestuel et corporel qui véhicule un message et qui relève un état d’esprit. Chaque moment important de la vie, de la naissance à la mort, est chanté et dansé. La danse met le corps en rythme et favorise l’entrée en transe. Les chansons quant à elles tournent autour des sujets quotidiens : l'amour, la compassion, la trahison, la bravoure et surtout des éloges au chef traditionnel. Pour danser, il faut un chant qui parfois s’accompagne des instruments de musique, il exprime la richesse de la vie, les événements et les activités quotidiennes, et, a sa place dans la vie et les cérémonies rituelles. Les Mabi ont plusieurs danses qui dans leur grande majorité ont été importées d’autres cultures. Certaines danses rituelles provoquent souvent des extases. Nous avons pu répertorier quelques danses Mabi qui sont :
- Marine Giali : danse traditionnelle ;
- M’bàla : danse traditionnelle de l’Afrique Noire ;
- Nzong ma Guiung : danse initiatique des esprits de l’eau ;
- Zanga : danse traditionnelle importée de la Guinée équatoriale ;
- Bol : danse de la forêt ;
- Nzong mi mpfuh : danse initiatique de la forêt ;
- Vanga : danse initiatique venant des Yassa.

### Instruments de musique
Les instruments de musique utilisés chez les Mabi sont ceux des peuples de la forêt, on cite entre autres : le balafon (mpfuli), le tam- tam (ngom), le mbpassi (bouts de bambou de chine qu'on tape l'un contre l'autre pour donner du rythme).

## Activités économiques et mode de vie

### Agriculture
L’agriculture des Mabi est une agriculture vivrière de subsistance constituée de petits champs de manioc, de fruits et de légumes locaux. Elle est l’une des principales activités économiques. On y retrouve aussi les champs de : macabo, manioc (Manihot utilisima), banane plantain (Musa paradisiaca), igname (Discorea Sp), patate douce (Ipomoea batatas), etc., ainsi que l’apparition de quelques champs des cultures dites commerciales (palmier à huile, cacao). L’agriculture traditionnelle est la culture itinérante qui consiste en un système d’agroforesterie rotationnelle : quelques années de cultures alternent avec des périodes de jachère Pandè ou Bvuri plus ou moins longues, pendant lesquelles la végétation ligneuse se régénère et restaure la fertilité du sol. Dans le même champ, plusieurs espèces peuvent être représentées, par exemple dans un champ de bananier plantain ou de manioc, on peut y associer le maïs ou le concombre, de la même manière avec les cultures pérennes telles que le cacao ou le palmier à huile.
Autour des maisons et en descendant vers la plage, on retrouve des cultures fruitières telles que les avocatiers, goyaviers, orangers, citronniers, cocotiers, badamiers, etc. Les Mabi ont toujours vécu des produits issus de la terre, peuple issu de la forêt, ils ont pratiqué l’agriculture et la domestication des plantes et des animaux, destinées à tirer de la terre des productions utiles à l’homme, notamment sur le plan alimentaire. Ils pratiquent leur agriculture sur des espaces réduits. L’agriculture, qui se pratique sur le sol sableux a pour avantages de ne pas nécessiter les sols fertiles, de se passer d’un entretien intensif pendant les six à dix-huit mois nécessaires à la maturation. À cause du climat très humide, la plupart des champs sont cultivés sur les pentes et de façon extensive sous un système de défriche sur brûlis, avec une durée d’un à deux ans suivi d’une jachère de cinq à six ans. Les surfaces des cultures vivrières vont de 1,5 à 2,5 ha suivant la taille du ménage. La productivité est correcte, mais les aléas climatiques, pluies fortes au moment de la maturité des tubercules entraînent de grandes pertes. La principale saison agricole est de mars à novembre, entrecoupée par une période de relative sécheresse en juin-juillet. Sauf accident climatique dû à la destruction de l’environnement, la production agricole des villages Mabi est largement excédentaire et permet des revenus monétaires assez importants.

### Pêche maritime artisanale
La pêche maritime est une vieille pratique dont la transmission de la connaissance se fait de manière orale, et a toujours été pratiquée près des littoraux de la zone côtière. Pour la pratiquer, les pêcheurs emploient des techniques artisanales avec de simples matériels. La pêche maritime artisanale se pratique en mer avec de pirogues moustiques coupées dans un arbre simple, fabriquées localement et utilisées avec des pagaies ou des voiles simples. Les personnes qui possèdent un filet sont très rares, il s’agit d’une pêche de subsistance. Elle offre les éléments riches en protéines animales aux populations et génère quelques emplois aux personnes vivant des activités liées à la pêche. Elle est pratiquée uniquement par les hommes.

### Élevage
Il est très peu important et se limite à quelques moutons ou chèvres et des animaux de la basse-cour (poules, coqs, canards). Les chiens et les chats sont les compagnons de l’homme. Les animaux sont utilisés pour des buts cérémoniaux (obsèques, dot, fête religieuse…), par exemple la volaille est consommée pendant la réception des hôtes de marque ou pendant de grandes fêtes religieuses ou traditionnelles. Le coq est consommé par l’adolescent le jour de sa circoncision, il symbolise la puissance, le pouvoir, la responsabilité et la capacité de procréation, le mouton est un bien utilisé dans la dot. L’élevage est de type artisanal et est destiné à la consommation domestique.

### Gastronomie
L’alimentation des Mabi n’est pas différente de celle des autres peuples de la côte. La nourriture Mabi est extrêmement pimentée, ne comportant pas d’autres épices. Les condiments utilisés sont : le sel (Makimbo), le citron (Gnofian) et le piment (Kàla). De nos jours, l’observation de la gastronomie fait état de plusieurs plats qui ont subi une nette amélioration au fil du temps. Les Mabi ont adopté une nouvelle alimentation, compte tenu du contexte socio-économique. Les différents plats recensés chez les Mabi sont :
- Dumbô Mpih : qui est un mets à l’étouffée (poisson frais, crevette, crabe, viande) préparé dans la marmite, auquel on ajoute un peu d’eau, beaucoup de piment, du citron et du sel ;
- Dumbô Kah : qui est un plat à l’étouffée (poisson frais, viande, crevette, crabe), cuit dans les feuilles de bananier-plantain, on y ajoute le sel, du piment et du citron ;
- Ntdua ou Mbuoli : qui est la fève de mangue sauvage que les Mabi ont copiée chez les Bulu. C’est une sauce gluante dans laquelle on met de la viande boucanée, du poisson fumé ou frais ;
- Mfuru : la sauce de noix de palme), qui est la purée de noix de palme à laquelle on ajoute du poisson fumé (requin, sole, raie…) ;
- Mabang : qui est le poisson frais mariné au sel, au piment et au citron, puis séché à la claie.

Tous ces mets s’accompagnent du bâton de manioc, du couscous de manioc (fufu) ou du plantain pilé. Cela revient à penser qu’il existe un code très précis lié à la communication gustative et propre à chaque rite, à chaque ethnie et à chaque époque, car en matière de nourriture, ce qui est tabou pour certains est source de vitalité pour d’autres. La boisson préférée en dehors de l’eau est le vin de palme ou de bambou, et dans certains villages l’odontol (arki) qui est une liqueur prisée et fabriquée à partir de maïs et de vin de palme. Le vin de palme est la boisson alcoolisée la plus répandue chez les peuples de la forêt. Cela s’explique par l’abondance des palmiers dans la région. Ces palmiers ne sont pas plantés par les hommes, mais poussent de façon naturelle ; lorsqu’ils poussent sur les terres d’un individu, il en devient le propriétaire.

### Habitat
L’habitat Mabi, n’est pas différent de celui des peuples de la forêt. Il a subi des modifications au fil du temps. Avant l’arrivée des colons sur les côtes de Kribi, les cases étaient construites en écorces d’arbres avec une toiture en feuille de raphia. Elle se caractérise par sa forme carrée ou rectangulaire dont la superficie varie de 6 à 10 m2. La case était constituée d’une pièce qui servait à la fois de chambre à coucher, de salle de séjour et de cuisine. Pendant la période coloniale, ces cases vont connaître des modifications. Pour la grande partie des collaborateurs les plus proches des colons, les cases seront construites en torchis simple ou sous forme de briques cuites avec un toit en tôles ondulées. Elles sont constituées de plusieurs pièces, de la salle de séjour, de la cuisine et des toilettes qui sont situées en arrière de la maison. La construction des maisons est simple. Le chef de famille qui est aidé par ses enfants ou certains membres de sa famille va couper les piquets dans la forêt. Ceux qui n’ont pas d’expérience en matière de construction font appel aux services d’un architecte du village, ce dernier élabore le dessin de la future maison. Au début de la construction, il commençait par choisir l’emplacement de la maison ou de la concession. Ensuite, il faut se rendre en forêt pour choisir et couper le bois qui va constituer l’ossature de la maison. Enfin, on[Qui ?] se rend dans les marécages pour la découpe des palmiers raphia pour la structure des murs, et la terre qui sera utilisée pour le torchis.
De nos jours, les maisons coloniales ont subi de nombreuses modifications, elles sont construites en dur ou semi-dur, avec des sols cimentés ou carrelés et sont bien structurées. Les maisons sont construites suivant la localisation des populations : les Mabi vivant en bordure de mer ont choisi de bâtir des maisons en planches (ou lattes de bois) avec une toiture en feuilles de palmiers raphia (ou de palmiers à huile) séchées. Quant aux Mabi de la forêt, ils ont choisi de construire des maisons avec les produits issus de la forêt et du torchis de terre. Le torchis étant constitué d’un mélange de terre argileuse ou latéritique, et de petits cailloux, que l’on apposait dans un clayonnage, constitué de poteaux et de lattes de raphia entrecroisés. Les Mabi ont construit leur maison, le long des voies principales (route, piste, ou cours d’eau). L’habitat est organisé comme suit : au centre la maison du chef de famille, et sur les côtés, la maison de l’épouse et des enfants.
De nos jours, la construction se fait de plus en plus avec des matériaux modernes (tôles ou tuile, parpaing ou brique de terre cuite, béton), cela se fait par des personnes ayant des moyens financiers importants.

### Artisanat
L’artisanat est peu existant chez les Mabi, toutefois, il occupe une place primordiale dans la vie sociale d’un peuple. Ainsi, on peut parler des objets usuels de ménage comme la vannerie : hotte (nkuèh), panier ((nkuèh), corbeille (céli), nasse (lah) ; la sculpture : mortier (buah) pilon (mvià)). Le tissage des filets de pêche, la sculpture des pirogues (biàli), des pagaies (ngawui) et des manches de houes (li baru), le tam-tam (mpfuli) et le tambour (ngom) sont quelques exemples d’objets artisanaux qui sont fabriqués par des artisans Mabi. Le tam-tam n’est pas qu’un instrument de musique utilisé pendant les moments de joie et de peine, mais autrefois, il fut un outil de communication.
Tous ces objets sont vendus aux pêcheurs, agriculteurs et aux femmes, sont une source de revenu. Les Mabi sculptaient aussi les masques dont les plus connus étaient utilisés dans le contexte de la société secrète du Gui. Cette confrérie permettait accessoirement de démasquer les sorciers, mais jouait aussi un rôle déterminant dans la vision globale et l’orientation des choix stratégiques du peuple. L’art Mabi, comme la plupart des arts des peuples bantous, malgré sa disparition exprime la vie, sa manière d’être, sa vision du monde. Il excelle dans la musique, la danse et la sculpture sous toutes ses formes. Il joue une fonction symbolique et, est lié à la vie, il sert de lien entre le sacré et le profane, entre les vivants et les défunts ou entre l’homme et les dieux. Il met en relation l’homme vivant avec sa transcendance. Il est à la fois anthropologique, parce qu’il exprime l’homme, cosmogonique parce qu’il révèle un ensemble de récit mythique traitant de la formation de l’univers universel parce qu’il embrase tout le monde ; religieux parce qu’il s’engage pour le combat de la vie contre la mort, dans ce monde et dans l’eau delà.

## Personnalités
King Mayesse (Biang buo mpumbo) est un chef de guerre Mabi qui a résisté aux colons allemands et, a été pendu par ces derniers bien avant les rois Madola et Martin-Paul Samba. Ntounga Zambi a été un des chefs supérieurs redoutables de la communauté Mabi qui prend le pouvoir après Nguiebouri Mimpara. C'est après Ntonga Zambi que la chefferie sera divisée deux groupements Mabi-sud et Mabi-Pfieburi. Ngali Ngouo Alphée est un linguiste et spécialiste du Mabi. C’est sous l’impulsion des chefs Mvoubia Raymond et Mingwuli Adolphe que le Nguma Mabi est né et, Sapounga (homme-poisson), reste l’icône lors des cérémonies rituelles avec des génies aquatiques.
Georges Laurent a été durant quelques années maire de la commune urbaine de Kribi et, à sa retraite, directeur de l’office national des anciens combattants et victimes de guerre du Cameroun (ONACAM). Mana Nschwangele Jules est membre du conseil électoral de ELECAM (Election Cameroon). Le docteur Tsagadigui Jean Gustave est le directeur de l’hôpital de Kribi. L'ingénieur Polytechnicien Brice Nzamboung lauréat du concours de mathématiques de la CEMAC à 16 ans et cadre à MTN CAMEROON. Mbvoum Sylvain est cadre à Orange Cameroun ; Mandtoundè Bienvenu (Ben Sapo) est artiste musicien. Manzoua Cécile, directrice de l’école maternelle de Bastos (Yaoundé) a remporté le troisième prix mondial de la prévention des abus et de la violence envers les enfants et les jeunes avec son association CALBRIL (Chantier d’Appui, de Loisir, de Bricolage des Lapinos) en 2011. Landry Pouassè est le président du comité d’organisation du Nguma Mabi 2015.
Lieutenant-Colonel Laurent Hubert Nguiamba est nommé responsable communication de la force multinationale de la Commission du Bassin du Lac Tchad pour la lutte contre Boko Haram.